# Équipe du Nicaragua de baseball
Uniformes
L'équipe du Nicaragua de baseball représente le Nicaragua lors des compétitions internationales, comme les Jeux olympiques ou la Coupe du monde de baseball notamment.
Lors des Jeux Panaméricains 2007 à Rio de Janeiro, les Nicaraguayen parviennent en demi-finales, mais s'inclinent à ce stade de la compétition contre Cuba, 4-0. 

## Palmarès
Jeux olympiques
- 1992 : non qualifiée
- 1996 : 4e
- 2000 : non qualifiée
- 2004 : non qualifiée

Classique mondiale de baseball
- 2006 : non qualifiée
- 2009 : non qualifiée
- 2013 : non qualifiée
- 2017 : non qualifiée
- 2023 : Phase de groupes

Coupe du monde de baseball
| - 1939 : 2e - 1940 : 2e - 1941 : 7e - 1942 : non qualifiée - 1943 : non qualifiée - 1944 : 7e - 1945 : 4e - 1947 : 3e - 1948 : 7e - 1950 : 5e - 1951 : 5e - 1952 : 5e |  | - 1953 : 3e - 1961 : 7e - 1965 : 6e - 1969 : 5e - 1970 : 8e - 1971 : 3e - 1972 : 3e - 1973 : 2e - 1974 : 2e - 1976 : 4e - 1978 : 5e - 1980 : non qualifiée |  | - 1982 : non qualifiée - 1984 : 7e - 1986 : non qualifiée - 1988 : 7e - 1990 : 2e - 1994 : 4e - 1998 : 3e - 2001 : 9e - 2003 : 5e - 2005 : 6e - 2007 : non qualifiée - 2009 : 13e |

Jeux panaméricains
- 1983 :  2e
- 1995 :  2e
- 2007 :  3e

Coupe intercontinentale de baseball
| - 1973 : 4e - 1975 : 3e - 1977 : 4e - 1979 : 4e - 1981 : non qualifiée - 1983 : 6e |  | - 1985 : 7e - 1987 : 7e - 1989 : 3e - 1991 : 3e - 1993 : 4e - 1995 : 3e |  | - 1997 : 5e - 1999 : non qualifiée - 2002 : non qualifiée - 2006 : non qualifiée |